# John Wester
John Charles Wester (ur. 5 listopada 1950 w San Francisco, Kalifornia) – amerykański duchowny katolicki, arcybiskup Santa Fe od 2015.

## Życiorys
Ukończył seminaria w Mountain View i Menlo Park. Święcenia kapłańskie otrzymał 15 maja 1976. Przez wiele kolejnych lat pracował duszpastersko w rodzinnej archidiecezji San Francisco. Od 1997 był wikariuszem ds. duchowieństwa i prałatem.
30 czerwca 1998 otrzymał nominację na biskupa pomocniczego San Francisco ze stolicą tytularną Lamiggiga. Sakry udzielił mu ówczesny metropolita William Levada, późniejszy kardynał. Jako biskup pomocniczy służył przez kolejne lata jako wikariusz generalny i moderator kurii. Od sierpnia 2005 do lutego 2006 był administratorem apostolskim archidiecezji w okresie sede vacante. 8 stycznia 2007 mianowany biskupem diecezjalnym Salt Lake City, diecezji, którą zarządzał wcześniej jego dotychczasowy zwierzchnik abp George Niederauer. Ingres odbył się 14 marca 2007.
27 kwietnia 2015 papież Franciszek mianował go arcybiskupem metropolitą Santa Fe, zaś kanoniczne objęcie archidiecezji nastąpiło 4 czerwca 2015 roku.